# Campingaz
Campingaz, già Camping Gaz, è un marchio francese di apparecchi ad uso campeggio, come lanterne, fornelli, frigoriferi, funzionanti a gas propano/butano. La caratteristica colorazione azzurro intenso contraddistingue le bombole in questione contenenti il gas.

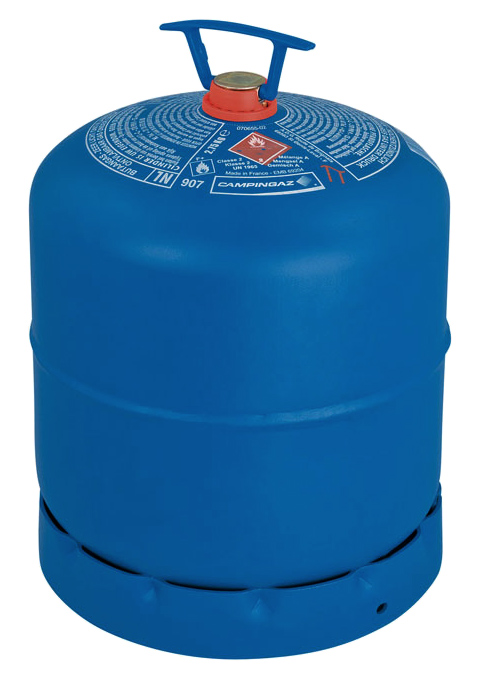
Campingaz 907 bombola butano/propano

## Storia
Camping Gaz venne fondata in Francia nel 1949. Il prodotto principale fu proprio l'invenzione delle piccole bombole di gas liquefatto, sulle quali applicare direttamente dei dispositivi come lanterne o fornelli. La produzione serie per il campeggio iniziò nel 1952, a nome "Bleuet" dal 1955.
Nel 1994, viene lanciata la prima linea di barbecue “Ranchero”, costruiti e commercializzati in Europa.
Nel 1996, la società venne acquisita dalla Coleman Company, degli USA. La produzione di barbecue venne spostata in Italia alla CGIT nel 1997. Nel 1998 il nome della società diviene Campingaz.
Nel 2005, la società viene acquisita dalla Jarden Corporation e poi da Newell Rubbermaid nel 2016 e poi Newell Brands.